# Georges Ribemont-Dessaignes
Georges Ribemont-Dessaignes (Montpellier, 19 de junio de 1884-Saint-Jeannet, 9 de julio de 1974) fue un escritor, poeta, dramaturgo y pintor francés, que alrededor de 1915, junto a Marcel Duchamp y Francis Picabia, inició en París el movimiento que en 1916 en Zúrich, Tristan Tzara llamara "Dada".
A partir de 1920, participa en todas las actividades del movimiento Dadaísta y se dirá de él que había escrito «el único teatro dada, la única música dada», anticipando en esos dos ámbitos los desarrollos ulteriores de temas como el absurdo y el recurso a lo aleatorio. Afín al surrealismo inicialmente, rompe con André Breton en 1929 y se une a Le gran Jeu.

## Biografía
Georges Ribemont-Dessaignes nació el 19 de junio de 1884 en Montpellier donde su padre enseñó obstetricia en la universidad antes de instalarse en una villa en Neuilly-sur-Seine; un ginecólogo de la alta sociedad, aficionado a la música, que practicaba varios instrumentos y exponiendo en el Salon de París. Originario de Le Puy-en-Velay (Alto Loira), donde la familia confecciona encajes, su bisabuelo, Jean-Philibert Dessaignes, oratorista expulsado durante la Revolución, contribuye a la fundación del Lycée de Vendôme, enseña filosofía y física, y recibe un gran premio del Instituto por sus experimentos sobre la fosforescencia. Fue su padre, Alban Dessaigne, quien añadió a su apellido el de su madre de Beauce. Después de dos años de escuela pública, Georges Ribemont-Dessaignes siguió las lecciones privadas de un sacerdote y maestro. Alrededor de los 16 años se dedicó a la filosofía, tocó la flauta, compuso sinfonías, cuartetos y óperas luego, pensando en convertirse en pintor, frecuentó el estudio de Jean-Paul Laurens en la Academia Julian y la Escuela de Bellas Artes de París.
En 1909, Georges Ribemont-Dessaignes entabló amistad con el escultor Raymond Duchamp-Villon, sus dos hermanos pintores Jacques Villon y Marcel Duchamp, con los que se reunía todas las semanas, hasta la Primera Guerra Mundial, en Puteaux, al igual que con Jean Metzinger, Albert Gleizes y Fernand Léger. A través de Duchamp pronto entabló relaciones amistosas con Francis Picabia. Influido hasta entonces por el impresionismo y los nabis, dejó de pintar en 1913. “Llegué a la conclusión de que no había por qué pintar de un modo u otro en lugar de otro”, confiesa en Dejà jadis (p. 50). Picabia y luego Duchamp fueron a los Estados Unidos, Ribemont-Dessaignes, movilizado en 1915, fue destinado a los Servicios de Inteligencia Familiar en la Escuela Militar. Mientras el dadá se preparaba en Suiza, compuso sus primeros poemas y obras de teatro "dadaístas antes de la letra", en particular El Emperador de China, escrito en los archivos del Ministerio de Guerra, que anticipó a Eugène Ionesco y Samuel Beckett.
A partir de 1919, Ribemont-Dessaignes reanudó la pintura, componiendo obras "mecánicas" o "mecanomorfas", a menudo sobre el reverso de sus lienzos anteriores, como el Grand Musicien de la antigua colección André Breton, que se exhibieron en 1920 con un prefacio de Tristan Tzara. En la revista 391 fundada en 1917 por Picabia en Barcelona y luego trasplantada a Nueva York, Zúrich y París, y de la que fue director durante un tiempo, publicó poemas y varios folletos, entre los que destacan el de noviembre de 1919 contra los artistas del Salón de otoño donde expuso con Picabia, y en marzo de 1920 contra Albert Gleizes y el Grupo de Puteaux.
Llegado a París a finales de 1919, Tzara fue el inventor, en presencia de Jean Arp, del nombre "dadá" el 8 de febrero de 1916 en Zúrich. Ya había albergado sus escritos en su revista de 1918 cuando enlazó allí con el grupo formado por Marcel Duchamp, Picabia y Ribemont-Dessaignes y el grupo de la revista Littérature, fundado en marzo de 1919, que reunió a André Breton y Philippe Soupault, ya presurrealistas en el uso de la escritura automática, Louis Aragon y sus amigos.

## Dadaísmo
A partir de 1920, la edad de oro del dadaísmo, Georges Ribemont-Dessaignes participó activamente en todas las grandes manifestaciones públicas del movimiento, con ocasión de las cuales expuso sus pinturas, leyó textos y escribió breves obras de teatro, en particular "Le Serin muet" (El Serín mudo), interpretado por Breton, armado con un largo termómetro, y Soupault, disfrazado de negro y sosteniendo una jaula de pájaros. En marzo y mayo de 1920, la interpretación pianística de dos de sus obras, compuestas utilizando "una especie de ruleta de bolsillo, con una esfera en la que se inscribían notas, de semitono a semitono, como números", el Pas de la chicorée frisée y luego Le Nombril Interlope, y su actuación de la Danse Frontière contribuyó a los escándalos y desató los insultos de la prensa. Es a la vez uno de los autores recogidos en la Antología Dadá.
En abril de 1921, Georges Ribemont-Dessaignes sigue siendo el guía de la visita de una docena de dadaístas a la iglesia de Saint-Julien-le-Pauvre, leyendo frente a una columna o una escultura un artículo al azar de un gran diccionario Larousse. En mayo, redactó la acusación de la destitución de Maurice Barrès por parte del grupo, bajo la presidencia de Breton, por "crimen contra la seguridad de la mente". Con todos los dadaístas, colaboró en Proverbe, fundado por Paul Éluard, en Dada au grand air, producido tras una estancia en el Tirol de Tzara, Arp, Éluard, Max Ernst y Breton durante el verano, y, en noviembre, en Dadá, su nacimiento, su vida, su muerte, textos recogidos en Amberes en el número 16 de la revista Ça Ira! por Clément Pansaers. Al salir de París, practicando el cultivo y la cría en Montfort-l'Amaury, y escribiendo su primera novela, El avestruz con los ojos cerrados, dadá, tras algunos sobresaltos, empezó, con la ruptura de Picabia y el alejamiento de Duchamp, a ser víctima de sus disensiones.
El fracaso en febrero de 1922 del Congreso para la determinación de directrices para la defensa del espíritu moderno, o Congreso de París, querido por André Breton pero impugnado por Éluard, Georges Ribemont-Dessaignes, Erik Satie y Tzara, lo que llevó a 45 personalidades a retirar su confianza en el comité de organización, marca simbólicamente el final del movimiento. “La muerte del dadá no fue una buena muerte, como dicen. La muerte le pasa a todo el mundo. Una muerte como sea ”, apuntó Ribemont-Dessaignes en Déjà jadis (p. 113). Mientras Éluard, Tzara y Ribemont-Dessaignes lanzaban en abril la revista Le Cœur à Barbe, que sólo tuvo un número, Breton asumió la dirección de Littérature que a partir de septiembre pasa violentamente a la ofensiva contra el dadá.

## Surrealismo
El surrealismo nació oficialmente en octubre de 1924 con la publicación del primer Manifiesto de Breton, Ribemont-Dessaignes, que se distanció del nuevo movimiento, fue llamado en 1925 a firmar su Carta Abierta en respuesta a un artículo de Paul Claudel. Trabajó simultáneamente con René Magritte y E. L. T. Mesens, en el único número de la revista Œsophage, y luego en 1926 en Marie. Viviendo en ese momento en Neauphle-le-Château, solo participó intermitentemente en las reuniones de los surrealistas. Luego sobrevivió con la ayuda del trabajo alimentario colaborando con L'Intransigeant, Le Figaro, escribiendo para The Film completa los equivalentes ficticios de las últimas producciones cinematográficas y trabaja como un escritor fantasma literario para "arreglar" los recuerdos de Sarah Bernhardt. Luego estableció relaciones amistosas con los creadores, en 1928, de Le Grand Jeu, Roger Gilbert-Lecomte, René Daumal, Roger Vailland y el pintor Josef Šíma. Cuando el grupo se vio expulsado en 1929 por Breton, Georges Ribemont-Dessaignes firmó, con Roger Vitrac, Georges Limbour, Michel Leiris, Jacques Prévert, Raymond Queneau, Robert Desnos y Georges Bataille, el panfleto Un cadavre, particularmente insultante, que muestra su ruptura con El Inquisidor.
En 1930, Georges Ribemont-Dessaignes dirigió la revista Bifur (ocho números) y luego volvió a vivir en París en 1931, antes de dirigir un hotel desde 1934 con su esposa en Villar-d'Arêne, en Dauphiné. Debido a la proximidad de la frontera, la abandonó poco después de que la Italia de Mussolini entrara en guerra para instalarse en Chassiers, cerca de Largentière en Ardèche. Muchos de sus parientes sufrieron enfermedades mortales y él pasó por muchas dificultades. Jean Ballard publica sus poemas en Marsella en Les Cahiers du Sud, René Daumal envía algunos a Max-Pol Fouchet, que dirige Fontaine en Argel.
Hacia 1943, Ribemont-Dessaignes vuelve a Hautes-Alpes y luego, después de la liberación, vuelve a París. Se volvió a casar y se instaló en 1946 no lejos de Juan-les-Pins para cultivar claveles y anémonas. Para vivir, escribió prefacios a obras literarias clásicas: Stendhal, 1954; Tolstoi; Diderot, 1956, 1962; Cyrano de Bergerac, 1957; Voltaire, 1963; Rimbaud, 1965, y para pintores: Georges Braque, Pablo Picasso, Jean Dubuffet, Maurice Utrillo o Šíma. También hacía programas de radio, incluidas entrevistas con Marc Chagall, Henri Matisse, Henri Sauguet y Tzara. Continuando con su obra literaria, poética y romántica en una línea más realista, comienza de nuevo a dibujar paisajes en 1944 en Villar-d'Arêne y luego, en gráficos apretados, visiones de árboles y piedras en Saint-Jeannet (Alpes Marítimos), cerca de Vence, donde se instaló a partir de 1955.
Fue operado de gravedad en 1963 y el Mercure de France publicó algunos de los poemas inspirados en sus noches en los pasillos de los hospitales. Mientras escribía una columna dedicada a los discos en La Gazette littéraire de Lausanne, la galería Chave presentaba una gran exposición de su obra plástica en Vence en 1965.
Georges Ribemont-Dessaignes murió en Saint-Jeannet el 9 de julio de 1974.
André Breton reconocería en sus Entrevistas que "Tzara, Picabia y Ribemont-Dessaignes" habían sido "los únicos verdaderos 'dadás'" (Franck Jotterand, p.  40 ).

## Obras

### Antología
- Dada, Manifestes, poèmes, nouvelles, articles, projets, théâtre, cinéma, chroniques (1915-1929), nouvelle édition revue et présentée par Jean-Pierre Begot, Paris, éditions Champ libre, 1974/1978.

### Novelas
- L'Autruche aux yeux clos, au Sans-Pareil, Paris, 1924.
- Ariane, Éditions du Sagittaire, Paris, 1925; Éditions J.-M. Place, 1977.
- Oui et Non ou La Cage dans l'oiseau, Prague, 1926 (inédit en français).
- Clara des jours, Les Cahiers du Sud, Marseille, 1927.
- Le Bar du lendemain, Emile-Paul, Paris, 1927; Gallimard, Paris, 1972.
- Céleste Ugolin, Kra, Paris, 1928.
- Frontières humaines, Éditions du Carrefour, Paris, 1929: Éditions Plasma, 1979.
- Adolescence, Emile-Paul, Paris, 1930.
- Elisa, Grasset, Paris, 1931.
- Monsieur Jean ou l'Amour absolu, Grasset, Paris, 1934 (Prix des Deux Magots).
- Smeterling, Corrêa, Paris, 1945.
- Le Temps des catastrophes, Calmann-Lévy, Paris, 1947.

### Poesía
- Ombres, René Debresse, Paris, 1942.
- Alerte, Lettres, Genève, 1944.
- Ecce Homo, Gallimard, Paris, 1945.
- La Nuit, la Faim, lithographies de Braque, Adrien Maeght, Paris, 1960.
- Le Sang, la Sève, l'Eau et les Larmes, J. Gontal-Darly, 1968.
- Cryptogrammes (20 lithographies et 20 poèmes), Pierre Chave, Vence, 1968.
- La Ballade du soldat, 34 lithographies de Max Ernst, Pierre Chave, Vence, 1972.
- Le Règne végétal, collages de Max Papart et photographies d'André Villers, Éditions de l'Université d'Ottawa, Ottawa, 1972.
- Anthologie de la nouvelle poésie française, Kra, Paris, 1928.
- Anthologie des poètes de la NRF, Gallimard, Paris, 1960.

### Teatro
- L'Empereur de Chine suivi de Le Serin Muet, au Sans-Pareil, Paris, 1921.
- Le Bourreau du Pérou, au Sans-Pareil, Paris, 1928.
- Faust, Imprimerie Paillart, 1931.
- Théâtre [L'Empereur de Chine, Le Serin Muet et Le Bourreau du Pérou], Gallimard, Paris, 1966.

### Bellas artes
- Man Ray, Gallimard, Paris, 1924.
- Joan Miró (avec Jacques Prévert), Maeght, Paris, 1956.

### Ensayo
- Déjà jadis ou Du mouvement dada à l'espace abstrait, collection Les Lettres nouvelles, Julliard, Paris, 1958 (301 p.); collection 10/18, 1973.

### Libro para niños
- Tico-Tico, sur des photos d'Ylla, Gallimard, Paris, 1952.

### Traducciones
- Les Troubadours, Egloff, Genève, 1946.
- Poésies complètes de Nietzsche, édition bilingue, Éditions du Seuil, Paris, 1948.; Édition Plasma, 1982; avec une présentation de Ribemont-Dessaignes, Édition Champ libre, 1984; éditions Ivrea, 2007.
- Sonnets de Michel-Ange, édition bilingue, Club français du Livre, Paris, 1961.

### Otras obras
- Ledantu le Phare (1923)
- Testaments (1955)
- Tétanos mystique (1972)
- Lettre à Benjamin Fondane (1964)
- Monsieur Morphée empoisonneur public (1966)
- Correspondance (1971)
- Arthur Rimbaud (1971)
- L'horrible révélation… la seule (1973)
- Caves en plein ciel (1977)
- Neuf haï kaï (1977)
- Poèmes et chroniques retrouvées (1982)
- Mes chers petits éternels (1992)
- Joseph Sima (2000)
- La Divine bouchère (recueil de nouvelles, 2006)

### Sobre Dada y Georges Ribemont-Dessaignes
- Georges Hugnet, L'Aventure Dada, Galerie de l'Institut, Paris, 1957 (131 p.).
- Philippe Soupault, Profils perdus, Mercure de France, Paris, 1963 (177 p.); coll. Folio, 1999 ISBN 2070407209.
- Michel Sanouillet, Dada à Paris, Pauvert, Paris, 1965 (648 p.).
- Franck Jotterand, Georges Ribemont-Dessaignes, suivi d'un choix de textes, collection Poètes d'aujourd'hui, Pierre Seghers éditeur, Paris, 1966 (192 p.).
- Dada, à 50 ans, entre en littérature, textes d'Alain Bosquet, petite anthologie Dada, trois déclarations de Marx Ernst, Philippe Soupault et Georges Ribemont-Dessaignes, dans "Le Monde", supplément au n°.6884, Paris, 1 de marzo de 1967.
- Georges Ribemont-Dessaignes, préface de Robert Lebel, texte et poèmes de Georges Ribemont-Dessaignes, Galerie Alphonse Chave, Vence, 1975.